# Timothy Sherry
Timothy Sherry (Littleton, 8 de julio de 1994) es un deportista estadounidense que compite en tiro, en la modalidad de rifle.
Ganó tres medallas de bronce en el Campeonato Mundial de Tiro, en los años 2022 y 2023, y dos medallas en los Juegos Panamericanos, oro en 2019 y plata en 2023.

## Palmarés internacional
| Campeonato Mundial   | Campeonato Mundial | Campeonato Mundial | Campeonato Mundial          |
| Año                  | Lugar              | Medalla            | Prueba                      |
| -------------------- | ------------------ | ------------------ | --------------------------- |
| 2022                 | El Cairo (Egipto)  | Medalla de bronce  | Rifle estándar 300 m        |
| 2023                 | Bakú (Azerbaiyán)  | Medalla de bronce  | Rifle estándar 300 m        |
| 2023                 | Bakú (Azerbaiyán)  | Medalla de bronce  | Rifle en pos. tendida 300 m |
| Juegos Panamericanos |                    |                    |                             |
| Año                  | Lugar              | Medalla            | Prueba                      |
| 2019                 | Lima (Perú)        | Medalla de oro     | Rifle 3 posiciones 50 m     |
| 2023                 | Santiago (Chile)   | Medalla de plata   | Rifle 3 posiciones 50 m     |